# Walter Rogowski
Walter Johannes Rogowski (* 7. Mai 1881 in Obrighoven bei Wesel; † 10. März 1947 in Aachen) war ein deutscher Elektrotechniker.

## Leben und Werk
Ab 1900 studierte Walter Rogowski Physik an der Technischen Hochschule in Aachen bei Arnold Sommerfeld. Nach seinem Vordiplom 1902 ging er an die Technische Hochschule Danzig. Nach seinem Studienabschluss 1904 arbeitete er dort als Assistent und wurde 1907 promoviert. Im Jahr 1909 wurde er wissenschaftlicher Mitarbeiter an der Physikalisch-Technischen Reichsanstalt in Berlin, wo er auf dem Gebiete der Starkstromtechnik, Fernmeldetechnik und Elektrophysik forschte.
1912 machte er mit Wilhelm Steinhaus eine Meßanordnung für Magnetische Spannungen bekannt, die später Rogowskispule genannt wurde. „Der kleine Apparat beruht auf dem Satze, daß das Linienintegral der magnetischen Feldstärke 0 oder 0,4 {\displaystyle \pi } Ni ist, je nachdem der Integrationsweg keine oder Ni Amperewindungen umschließt.“
(Schon 1887 hatten der nachmalige Textilmaschineningenieur William Low (1862–1937) mit James Alfred Ewing eine sog. Isthmus-Messmethode vorgeschlagen, an deren Verbesserung Rogowski zuvor mit Ernst Gumlich gearbeitet hatte.)
Auch das Rogowski-Profil, eine spezielle Form für Elektroden, geht auf seine Arbeiten zurück. Er ist Begründer (1913) und war Herausgeber der Zeitschrift Archiv für Elektrotechnik, die heute unter neuem Titel als Electrical Engineering im Springer-Verlag erscheint.
Nach dem Ersten Weltkrieg wechselte er 1919 als Professor für technische Physik an die Universität Jena. Nur ein Jahr später wurde Rogowski an der Technischen Hochschule Aachen als Professor für Allgemeine und Theoretische Elektrotechnik sowie zum Direktor des Instituts für Elektrotechnik berufen. Unter seiner Leitung wurde ein Hochleistungs-Kathodenstrahloszillograph entwickelt, mit dem 1925 der zeitliche Verlauf einer Wanderwelle erstmals experimentell nachgewiesen wurde.
Ab 1927 beschäftigte er sich ähnlich wie Eugen Flegler und Rudolf Tamm mit der Frage einer Erhöhung der Intensität einer Elektronenstrahlablenkung, indem er 1927 eine zweite kurze Spule zwischen Kathode und Anodenblende einfügte. Diese sollte das von der Kathode ausgehende Strahlenbündel auf die kleine Öffnung der Anodenblende konzentrieren, damit der von ihr ausgehende Schreibstrahl eine möglichst hohe Stromstärke erhielt.
Im gleichen Jahr erwarb der Norweger Rolf Wideröe bei ihm seinen Doktortitel mit einer Arbeit zu einem elektrischen Teilchenbeschleuniger. Die Veröffentlichung im Archiv für Elektrotechnik gab Ernest Lawrence die Idee vom Zyklotron.
Obwohl Rogowski zum 1. Mai 1933 der NSDAP beigetreten war (Mitgliedsnummer 2.120.651), enthielt er sich weitgehend der Politik und konzentrierte sich stattdessen auf seine Forschungen. Als er sich 1944 bei der Räumung der TH zunächst nach Belgien absetzen wollte, wurde er auf Veranlassung seines Rektors Hans Ehrenberg durch die Gestapo verhaftet. Nach einer kurzen Sicherungshaft konnte er aber in Hannoversch Münden, wohin neben anderen auch sein Institut ausgelagert worden war, seine reguläre Arbeit wieder aufnehmen. Trotz seiner NSDAP-Mitgliedschaft wurde er nach Kriegsende als einziges noch im Amt gebliebenes Mitglied der Fakultät für Maschinenbau von der alliierten Militärregierung bestätigt und kurz darauf zum Dekan seiner Fakultät ernannt.

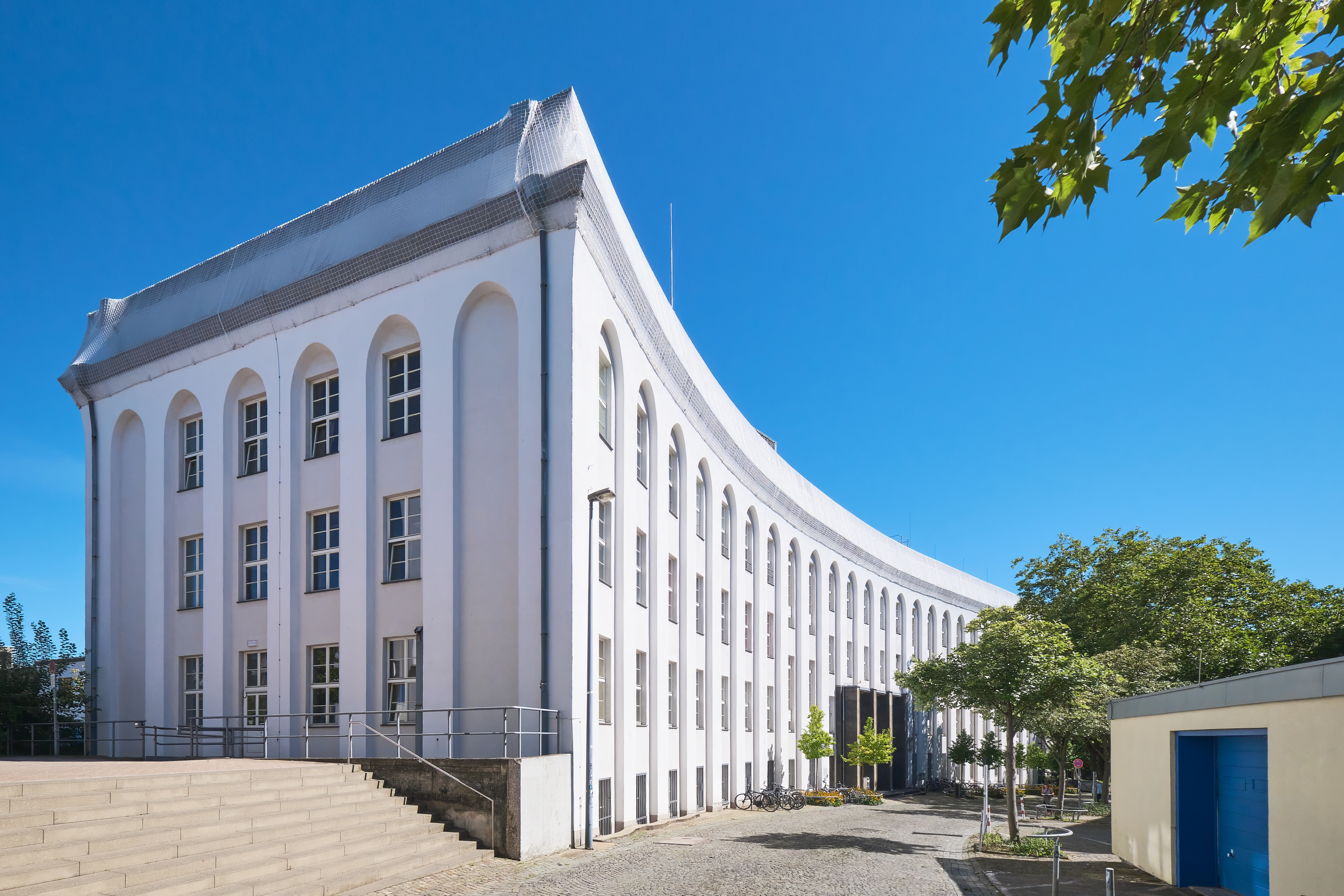
Rogowski-Institut der RWTH Aachen

Für seine Verdienste wurde Rogowski im Jahr 1932 zum Dr. h.c. der TH Darmstadt und 1938 zum Ehrenmitglied des Verbandes Deutscher Elektrotechniker ernannt sowie 1947 als Namensgeber des Instituts für Elektrotechnik der RWTH Aachen geehrt. Im In- und Ausland wurden ihm 60 Patente erteilt, überwiegend zum Kathodenoszillograph.